# Last Pizza Slice
Last Pizza Slice (zkráceně LPS) je slovinská pop-rock skupina, která reprezentovala Slovinsko na Eurovision Song Contest 2022 s písní „Disko“.

## Kariéra
Skupina vznikla v prosinci roku 2018 v hudební místnosti v Gymnazija Celje-Center.
Jejich první singl „Silence in my Head“ byl vydán v únoru 2022.

### 2022: Eurovision Song Contest
Slovinská veřejnoprávní televize Radiotelevizija Slovenija (RTVSLO) 26. listopadu 2021 oznámila, že skupina LPS byla vybrána mezi 24 soutěžících s možností reprezentovat Slovinsko na Eurovision Song Contest 2022. LPS poté ve finále zvítězili a díky tomu získali možnost reprezentovat Slovinsko s jejich písní „Disko“.

### 2023–současnost
Dne 13. ledna 2023 kapela vydala singl „Osem Korakov“ s doprovodným hudebním videem.
Dne 16. července 2023 skupina prostřednictvím sociálních sítí oznámila, že se kytarista Mark Semeja rozhodl „pokračovat ve vlastní hudební cestě“.
Dne 20. září 2023 vydali další singl „Insomnia“ s doprovodným hudebním videem.

## Členové

### Aktuální členové
- Filip Vidušin – zpěv (2019–současnost)
- Gašper Hlupič – bicí (2019–současnost)
- Zala Velenšek – baskytara (2021–současnost)
- Žiga Žvižej – elektrické klávesy (2018–současnost)
- Martin Mutec – elektrická kytara (2023–současnost)

### Bývalí členové
- Mark Semeja – elektrická kytara (2021–2023)